# 格拉德溫縣 (密歇根州)
格拉德溫县（英語：Gladwin County）是美國密西根州下半島中部的一個縣。面積1,338平方公里。根據美國2000年人口普查，共有人口26,023人。縣治格拉德溫。
成立於1831年3月2日，縣政府成立於1875年4月18日。縣名紀念龐蒂亞克戰爭時期鎮守底特律堡的亨利·格拉德溫。。